# الباكستانيون في الكويت
الباكستانيون في الكويت هم المواطنون الباكستانيون الذين يعيشون أو يعملون في الكويت، بلغ عددهم حوالي 130 ألفاً، ويتعلم الكثير في المدارس الباكستانية الموجودة في الكويت.